# Margistrombus marginatus
Espèce
Synonymes
- Strombus marginatus

Margistrombus marginatus est une espèce de mollusques gastéropodes de la famille des Strombidae.
- Taille maximale : 5 cm.
- Répartition : Golfe du Bengale.